# Tongai uralkodók házastársainak listája

A Tongai Királyság címere

A tongai uralkodók házastársainak listáját tartalmazza az alábbi táblázat 1845-től napjainkig.

## Az egységes Tongai Királyság

### Tupou-dinasztia, Nukuʻalofa székhellyel, 1845–napjainkig
| Képe                                                         | Neve                                                            | Apja                                                         | Születése                                                    | Házassága                                                                                         | Királyi hitvessé válása | Királyi hitvesi terminus vége                                | Halála                                                       | Házastársa           |
| ------------------------------------------------------------ | --------------------------------------------------------------- | ------------------------------------------------------------ | ------------------------------------------------------------ | ------------------------------------------------------------------------------------------------- | --- | ------------------------------------------------------------ | ------------------------------------------------------------ | -------------------- |
|                                                              | Sālote (Charlotte, Sarolta, Karola) királyné                    | Tamatauʻhala, Makamālohi                                     | 1811                                                         | 1833 pogány rítus szerint, főfeleség 1834. március 27. keresztény rítus szerint, egyetlen feleség | 1845. december 4. Tonga egyesítése 1875. november 4. az első tongai alkotmány kihirdetése | 1889. szeptember 8.                                          | 1889. szeptember 8.                                          | I. Tupou György      |
|                                                              | Lavinia Veiongo királyné                                        | Asipeli Kupuavanua                                           | 1879. február 9.                                             | 1899. május 22./június 1.                                                                         | 1899. május 22./június 1. | 1902. április 23/25.                                         | 1902. április 23/25.                                         | II. Tupou György     |
|                                                              | 'Anaseini Takipō királyné                                       | Tevita ʻUla Afuhaʻamango                                     | 1893. március 1.                                             | 1909. november 11.                                                                                | 1909. november 11. | 1918. április 5. férje halála                                | 1918. november 26.                                           | II. Tupou György     |
|                                                              | Viliami Tungi a királynő férje Tonga hercege (Princeps Consors) | Siaosi Tuku’aho tongai miniszterelnök                        | 1887. november 1.                                            | 1917. szeptember 19. pogány rítus szerint 1917. szeptember 21. keresztény rítus szerint           | 1918. április 5. felesége trónra lépte elnyeri a Tonga hercege (Princeps Consors) címet, királyi titulust azonban nem kap felesége mellett 1922. június 30. – 1940. július Tonga miniszterelnöke | 1941. július 20.                                             | 1941. július 20.                                             | III. Tupou Salote    |
|                                                              | Halaevalu Mataʻaho királyné                                     | Tevita Manu-ʻo-pangai ʻAhome'e                               | 1926. május 29.                                              | 1947. június 10.                                                                                  | 1965. december 6. férje trónra lépte | 2006. szeptember 10. férje halála                            | 2017. február 19.                                            | IV. Tupou Taufaʻahau |
| Nem nősült meg, uralkodása alatt nem volt királyné 2006–2012 | Nem nősült meg, uralkodása alatt nem volt királyné 2006–2012    | Nem nősült meg, uralkodása alatt nem volt királyné 2006–2012 | Nem nősült meg, uralkodása alatt nem volt királyné 2006–2012 | Nem nősült meg, uralkodása alatt nem volt királyné 2006–2012                                      | Nem nősült meg, uralkodása alatt nem volt királyné 2006–2012 | Nem nősült meg, uralkodása alatt nem volt királyné 2006–2012 | Nem nősült meg, uralkodása alatt nem volt királyné 2006–2012 | V. Tupou György      |
|                                                              | Nanasipauʻu Tukuʻaho királyné                                   | Siaosi Tuʻihala ʻAlipate Tupou, Vaea bárója                  | 1954. március 8.                                             | 1982. december 11.                                                                                | 2012. március 18. férje trónra lépte | hivatalban                                                   | élő                                                          | VI. Tupou            |
| Képe                                                         | Neve                                                            | Apja                                                         | Születése                                                    | Házassága                                                                                         | Királyi hitvessé válása | Királyi hitvesi terminus vége                                | Halála                                                       | Házastársa           |

## Külső hivatkozások
- Christopher Buyers: The Tupou Dynasty Genealogy (Page 8). (Hozzáférés: 2014. május 9.)
- Christopher Buyers: The Tupou Dynasty Genealogy (Page 9). (Hozzáférés: 2014. május 9.)
- Christopher Buyers: The Tupou Dynasty Genealogy (Page 10). (Hozzáférés: 2014. május 9.)